# Girolamo Bax
Girolamo Bax (Faggiano, 1684 – Francavilla Fontana, 17 agosto 1739 o come più probabile 1740) è stato uno scrittore italiano, figlio di Pietro e di Argentia Salicati.

## Biografia
Visse a Francavilla Fontana e si formò culturalmente a Napoli, con l'appoggio economico del marchese Michele Imperiali poté studiare medicina e per qualche tempo esercitò anche la professione medica.
Nel 1713 sposò sua cugina Angela Bax, dalla quale ebbe un'unica figlia, Camilla. Si spense all'età di 55 anni.

## Opere
Il Bax è noto come autore della farsa in vernacolo salentino intitolata Nniccu Furcedda, in tre atti. Di quest'opera non esiste il manoscritto originale, ma solo una copia manoscritta, non perfetta, conservata nella biblioteca 'Granafei' di Mesagne, e, a cura di Pietro Palumbo,  un'edizione integrale, anche questa imperfetta, pubblicata in appendice alla 'Storia di Francavilla' 1870, e un'edizione incompleta pubblicata su 'Rivista Storica Salentina'  basate su un altro manoscritto che ora non è più reperibile. Nuove edizioni di quest'opera sono state pubblicate da Rosario Jurlaro (Nniccu Furcedda, Farsa pastorale del XVIII secolo in vernacolo salentino, Firenze, Olschki, 1964), Mario Marti (Nniccu Furcedda di Gerolamo Bax, in Letteratura Dialettale Salentina, Galatina, Congedo, 1994), Gerardo Trisolino (Come leggere Nniccu Furcedda, Francavilla, Ferrarelli & D'Andrea, 2010), e recentemente Tommaso Urgese (Il dialetto del XVIII secolo di Nniccu Furcedda, opera salentina del francavillese Girolamo Bax, Oria, stampa Cidue, 2017).  Benché considerata un'opera locale si tratta di un capolavoro della letteratura teatrale, sia perché è l'opera più rappresentativa, tra quelle conosciute, scritta in endecasillabi con rimalmezzo, sia perché il dialetto usato non è 'una forma di espressione che aderisce soltanto all'ambiente popolare e contadino', ma è soprattutto 'diletto, godimento della sua efficacia connotativa, letteraria manipolazione di suoni e concetti' (Donato Valli, 'Girolamo Bax e la commedia duialettale non musicale' in 'Storia della poesia dialettale nel Salento', Galatina, Congedo 2003).
Il letterato fiorentino Niccolò Tommaseo, riferendosi ai tanti italianismi presenti, annotava: «a me suona italiano più che non paia, e ci riconosco assai forme dell'italiano antico».